# Фонтен лез Ерман
Фонтен лез Ерман (фр. Fontaine-lès-Hermans) насеље је и општина у североисточној Француској у региону Север-Па де Кале, у департману Па де Кале која припада префектури Арас.
По подацима из 2011. године у општини је живело 113 становника, а густина насељености је износила 29,74 становника/km². Општина се простире на површини од 3,8 km². Налази се на средњој надморској висини од 110 метара (максималној 189 m, а минималној 99 m).

## Демографија
| 1962. | 1968. | 1975. | 1982. | 1990. | 1999. | 2011. |
| ----- | ----- | ----- | ----- | ----- | ----- | ----- |
| 86    | 109   | 96    | 84    | 112   | 101   | 113   |

График промене броја становника у току последњих година